# Abdullah Al-Naqbi
Abdalla Ali Hassan Mohamed Rashid Al Naqbi, meglio noto come Abdullah Al-Naqbi (in arabo  عبد الله النقبي‎?; 28 aprile 1993), è un calciatore emiratino, centrocampista dell'Shabab Al-Ahli e della nazionale emiratina.

## Palmarès

### Club

#### Competizioni nazionali
- Coppa del Presidente degli Emirati Arabi Uniti: 2

Shabab Al-Ahli: 2018-2019, 2020-2021
- Coppa di Lega emiratina: 1

Shabab Al-Ahli: 2018-2019,  2020-2021
- Supercoppa degli Emirati Arabi Uniti: 1

Shabab Al-Ahli: 2021
- Campionato emiratino: 2

Shabab Al-Ahli: 2022-2023, 2024-2025